# Касл Пајнс Норт (Колорадо)
Касл Пајнс Норт (енгл. Castle Pines North) град је у америчкој савезној држави Колорадо.

## Демографија
По попису из 2010. године број становника је 10.360.
| Група             | 2000.    | 2010.         |
| Белци             | 0 (0,0%) | 9.183 (88,6%) |
| Афроамериканци    | 0 (0,0%) | 119 (1,1%)    |
| Азијати           | 0 (0,0%) | 269 (2,6%)    |
| Хиспаноамериканци | 0 (0,0%) | 569 (5,5%)    |
| Укупно            | 0        | 10.360        |